# رابسة
الرابسة (الاسم العلمي: Rhapis) هي جنس من النباتات تتبع الفصيلة الفوفلية من رتبة الفوفليات.

## أنواع الرابسة
- رابسة كوشنشنية
- رابسة باسقة
- رابسة رشيقة
- رابسة قصيرة
- رابسة صغيرة السداة
- رابسة متعددة الشقوق
- رابسة بوهونغية
- رابسة قاسية
- رابسة سيامية
- رابسة رقيقة
- رابسة فيدالية